# スイングビル
スイングビル（Swing Building.）は、東京都武蔵野市境にある商業・オフィスビル。自治体と民間の区分所有ビルであり、スイング管理組合が敷地及び共用部分を管理している。JR中央線・西武多摩川線武蔵境駅北口に位置するこのビルは、南棟と北棟からなる。
本記事では、北棟の多目的ホールの武蔵野スイングホール（むさしのスイングホール）についても述べる。

## 沿革
- 1992年2月 - 武蔵野市、（一財）武蔵野市開発公社が武蔵境駅北口地区第一種市街地再開発事業の参加に関する協定を締結。
- 1994年7月 - 武蔵境駅北口再開発ビル（仮）新築工事着工。
- 1996年6月 - スイングビル竣工。
- 1996年9月 - スイングビル、武蔵野スイングホール開館。

## スイングビル南棟
事実上の本館で、地上11階・地下2階建てによる鉄骨鉄筋コンクリ―ト構造。主に店舗、事務所、医療機関などで構成されるほか、上層階にはイベントなどで使用される多目的ホールや会議室を備えている。アニメ制作会社J.C.STAFFの本社もこのビルにある。

### フロア構成・テナント
- 地下2階 機械・電気など諸設備
- 地下1階
  - （不明）[2]
- 1階
  - ドトールコーヒー
  - auショップ
- 2階 
  - ロイヤルホスト
- 3階 清水眼科[3]
- 4〜9階 オフィス
  - 4階 医療機関
  - 5階 J.C.STAFF
  - 6階 むさしのFJ司法書士法人（司法書士事務所）[4]
  - 7階（不明）
  - 8階 野崎クリニック（医療法人社団白百合会）[5]
  - 9階 武蔵野市国際交流協会[6]
- 10・11階 会議室など
  - 10階 スカイルーム（多目的ホール）
  - 11階 レインボーサロン（会議室）

## スイングビル北棟

### フロア構成・テナント（北棟）
- 地下2階 機械・電気など諸設備
- 地下1階
  - （不明）
- 1階
  - トモズ（ドラッグストア）[7]
  - パークNET駐車場[1]
- 2〜3階 武蔵野スイングホール

### 武蔵野スイングホール
本ビル北棟2階にある多目的ホールで、10階 スカイルーム、11階 レインボーサロンとともに、2025年4月より、アクティオ株式会社が指定管理者として運営している。
ホール構造は二重構造による完全防音が施されており、主にクラシック音楽のコンサートのほか、ジャズなど多ジャンルにわたって音楽公演のほか、ダンスフロアとしても使用できる。

## イベント
- 毎年9月には、スイングビル前広場において、地域交流を目的としたイベント「スイングロードフェスティバル」が開催される[8]。
- 毎年11月には「むさしの国際交流祭り」が開催されている。